# Принкаяйоки
Принкаяйоки — река в России, протекает по территории Муезерского района Карелии. Впадает в Кимасозеро. Длина реки — 17 км.

## Данные водного реестра
По данным государственного водного реестра России относится к Баренцево-Беломорскому бассейновому округу, водохозяйственный участок реки — Кемь от Юшкозерского гидроузла до Кривопорожского гидроузла. Речной бассейн реки — бассейны рек Кольского полуострова и Карелии, впадает в Белое море.